# 崔東明
崔 東明（チェ・ドンミョン、朝鮮語: 최동명）は、朝鮮民主主義人民共和国の政治家。朝鮮労働党中央委員会科学教育部長、同委員会委員、最高人民会議代議員。

## 経歴
出生地や生年月日は不明。2016年5月9日に開催された朝鮮労働党第7次大会以降に朝鮮労働党中央委員会科学教育部長に任命された。2017年10月7日に開催された朝鮮労働党中央委員会第7期第2回総会で党中央委員会委員に補選された。
2019年1月7日に中国を訪問した金正恩委員長に随行し、習近平総書記との首脳会談に同席した。同年3月10日に実施された最高人民会議第14期代議員選挙で代議員に選出された。
2021年1月5日から開催された朝鮮労働党第8次大会で朝鮮労働党中央委員会委員に再選されたが、2023年3月1日に開催された党中央委員会第8期第14回政治局会議で再度党中央委員に補選され、党科学教育部長に任命された。

## 参考サイト
- 북한정보포털

| 先代李忠吉 | 朝鮮労働党科学教育部長2023年 - | 次代 |

| 先代崔相建 | 中央政務局科学教育部長2016年 - 2019年 | 次代朴泰成 |